# Chrysocoma obtusata
Chrysocoma obtusata là một loài thực vật có hoa trong họ Cúc. Loài này được (Thunb.) Ehr.Bayer mô tả khoa học đầu tiên năm 1981.